# Plomer
Plomer es una localidad y estación ferroviaria del partido de General Las Heras, provincia de Buenos Aires, Argentina. Debe su nombre a Pedro Plomer Huguet, abuelo del fundador del pueblo, Don Narciso Plomer Lozano.

## Geografía

### Ubicación
Se accede desde un camino de asfalto que parte de la ruta provincial 6 a mitad de camino entre Luján y General Las Heras.

### Población
Cuenta con 198 habitantes (Indec, 2010), lo que representa un incremento del 37,5 % frente a los 144 habitantes (Indec, 2001) del censo anterior.
| Gráfica de evolución demográfica de Plomer entre 1991 y 2010 |
|                                                              |
| Fuente: Censos nacionales del INDEC                          |

### Sismicidad
La región responde a las subfallas «del río Paraná», y «del río de la Plata», y a la falla de «Punta del Este», con sismicidad baja; y su última expresión se produjo el 5 de junio de 1888 (136 años), a las 3.20 UTC-3, con una magnitud aproximadamente de 5,0 en la escala de Richter (terremoto del Río de la Plata de 1888).
La Defensa Civil municipal debe advertir sobre escuchar y obedecer acerca de
Área de
- Tormentas severas, poco periódicas, con Alerta Meteorológico
- Baja sismicidad, con silencio sísmico de 136 años

## Ferrocarril
Plomer ha sido una estación ferroviaria múltiple de las empresas Ferrocarril Midland y la Compañía General de Ferrocarriles en la Provincia de Buenos Aires.